# スロクリンオキシダーゼ ((-)-ビスデクロロゲオジン形成)
スロクリンオキシダーゼ [(-)-ビスデクロロゲオジン形成（sulochrin oxidase [(-)-bisdechlorogeodin-forming]）は、次の化学反応を触媒する酸化還元酵素である。
2 スロクリン + O2 {\displaystyle \rightleftharpoons } 2 (-)-ビスデクロロゲオジン + 2 H2O
この酵素の基質はスロクリンとO2で、生成物は(-)-ビスデクロロゲオジンとH2Oである。
この酵素は酸化還元酵素に属し、酸素を受容体としてX-HとY-HからのX-Y結合の形成に特異的に作用する。組織名はsulochrin:oxygen oxidoreductase (cyclizing, (-)-specific)で、別名にsulochrin oxidaseがある。